# 大分市立別保小学校
大分市立別保小学校（おおいたしりつ べっぽしょうがっこう）は、大分県大分市大字森町にある公立小学校。

## 概要
1875年(明治8年)に設立された森町小学校と皆春小学校を起源に持つ。別保という地名は、専想寺と柞原八幡宮に保管されている古文書に登場する「別保」という名前から取ったものである。また、特別支援教育の「なかよし（旧のびる）」もある。
校舎は本館・北校舎・南校舎の3棟から構成される。また別保小学校育成クラブ・別保公民館も同校敷地内に併設されている。
【児童数】
児童数はピーク時の1993年度で1432名、2012年度は975名。大分県下でも随一のマンモス校である。
- 1991年度（平成3年）- 1431人
- 1993年度（平成5年）- 1432人
- 1995年度（平成7年）- 1379人
- 2008年度（平成20年）- 833人
- 2012年度（平成24年）- 975人
- 2017年度（平成29年）-1034人

【沿革】
- 1875年（明治8年）- 森町小学校・皆春小学校が建設される
- 1887年（明治20年）4月1日- 皆春小学校と森町小学校が、それぞれ皆春尋常小学校、森町尋常小学校となる
- 1889年（明治22年）4月1日- 皆春・森町・森の3つの村が合併し、別保村が設置される
- 1892年（明治25年）- 森町尋常小・皆春尋常小が統合され、別保尋常小学校が誕生する
- 1903年（明治36年）- 別保尋常小の卒業生達が、現在の別保校区公民館の前に楠の苗木を植える
- 1968年（昭和43年）3月 - 北校舎が完成、校歌が制定される
- 1975年（昭和50年）10月 - 開校100周年を記念して、記念式典が盛大に行われる
- 1983年（昭和58年）3月 - 本館が完成

## 学校の特色
毎年、空き缶回収・車椅子贈呈活動を行っており、集めた空き缶を車椅子にかえて地元の老人福祉施設に贈っている。また運動会の組は、赤青緑黄に分かれる。

## 学校行事
| - 4月 - 5月 - 6月 | - 7月 - 8月 - 9月 | - 10月 - 11月 - 12月 | - 1月 - 2月 - 3月 |

## 学区
森の一部、葛木の一部。東陽中学校校区（校区南側）
鶴崎中学校校区（校区北側）
住居によって進学中学が変わるため、同小学校を卒業していても、中学が同じとは限らない

## 交通
JR日豊本線鶴崎駅から徒歩20分

## 著名な関係者
- 杉崎美香(卒業生)(セント・フォース所属フリーアナウンサー)